# Флаг сельского поселения Топкановское
Флаг муниципального образования «Сельское поселение Топкановское» Каширского муниципального района Московской области Российской Федерации — опознавательно-правовой знак, служащий официальным символом муниципального образования.
Флаг утверждён 17 января 2008 года и внесён в Государственный геральдический регистр Российской Федерации с присвоением регистрационного номера 3833.
18 ноября 2011 года, решением Совета депутатов сельского поселения Топкановское № 34/7, было утверждено Положение «О флаге сельского поселения Топкановское Каширского муниципального района Московской области» в новой редакции. Изменений в рисунок флага и его описание внесено не было.

## Описание
«Прямоугольное зелёное полотнище с отношением ширины к длине 2:3, в нижнем углу у древка которого изображено жёлтое пламя и посредине летящий феникс того же цвета».

## Обоснование символики
Флаг муниципального образования сельское поселение Топкановское Каширского муниципального района Московской области составлен на основании герба сельского поселения Топкановское по правилам и соответствующим традициям геральдики и отражает исторические, культурные, социально-экономические, национальные и иные местные традиции.
Сельское поселение Топкановское расположено на юге Каширского района. Здесь находятся населённые пункты с богатой многовековой историей. Располагаясь на южной границе Московского княжества, жители Растовцов, Срезнево, Богатищево, Романовки часто первыми сталкивались с отрядами степняков, стремившихся к богатой Москве. Не раз враги разворачивались здесь обратно, не сумев пройти дальше.
Несмотря на войны, разрушения, экономические трудности, повседневные проблемы раз за разом деревни Топкановского края восстанавливались, становились больше, богаче и красивее — снова засеивались поля, отстраивались дома, возобновлялись промыслы.
Композиция флага аллегорически отражает богатое разными событиями прошлое сельского поселения; любовь жителей к собственной земле, её истории.
Феникс, парящий над пламенем — символ возрождения, бессмертия, духовной победы, благородства, один из древнейших образов человечества, стремящегося в своём развитии вперёд и преодолевающего любые сложности на этом пути.
Жёлтый цвет (золото) — символ урожая, богатства, стабильности, солнечного тепла, уважения и интеллекта.
Зелёный цвет — символ природы, молодости, жизненного роста, здоровья.